# Портрети вбивці
Портрети вбивці (англ. Portraits of a Killer) — канадський трилер 1996 року.

## Сюжет
Адвокат Елейн Тейлор отримує свою першу справу, вона в захваті і знервована. Вона сповнена рішучості проявити себе. Робота полягає в тому, щоб довести, що професійний фотограф Джордж Кендалл невинний у вбивствах повій, яких він використовує як моделі, кожна з яких була знайдений мертвою. У обвинувачення багато доказів і немає сумнівів у провині Кендала. Незважаючи на це Елейн закохується в свого клієнта чим ставить під загрозу свою кар'єру і, можливо, навіть життя.

## У ролях
- Дженніфер Грей — Елейн Тейлор
- Майкл Айронсайд — сержант Ерні Хансен
- Марк Андерако — зла людина
- Міган Болл — Ліза Паркер
- Патріція Шарбонно — Каролін Прайс
- Пол Койер — Рой Браун
- Брайан Дулі — лейтенант
- Даніель Еванс — Даніель Джонсон
- Аіша Фріман — Роксана Белчер
- Каррі Грем — Вейд Симмс
- Стефен Хейр — охоронець
- Трейсі Хемейер — Сьюзан Хеншель
- Мері Хенніган — Шеллі Ніколс
- Стівен Холгейт — поліцейський
- Роксана Кремер — Сенді Вотсон
- Девід Леріні — охоронець
- Костас Менділор — Джордж Кендалл
- Енді Метон — репортер 1
- Девід МакНаллі — Ден Голдберг
- Естер Первс-Сміт — Дарла Джеймс
- Керрі Шиффлер — Беккі
- Деріл Шаттлворф — Марк Андерсон
- Шеррі Сонллейтнер — Шеріл Моррісон
- М. Еммет Волш — Раймонд Гаррісон
- Кеннет Велш — Джим Міллер